# Edward Temple Leigh Gurdon
Edward Temple Leigh Gurdon, britanski general, * 1896, † 1959.